# Petr Hruška
Petr Hruška (Ostrava, 7 juni 1964) is een Tsjechische dichter, scenarist, literaire criticus en geleerde. Hij behaalde een graad op de Technische Universiteit van Ostrava (hij specialiseerde in waterzuivering; in 1987), MA op de Faculteit van Kunst van de Universiteit van Ostrava (1990-'94, proefschrift "Actuele Tsjechische subcultuur prosa en dichtkunst") en Ph.D. op de Faculteit van Kunst van de Masaryk Universiteit in Brno ("Naoorlogse surrealisme en de reactie op de drang van het avantgarde model in de officiële dichtkunst", 2003).
Hij werkt op de Afdeling voor Tsjechische literatuur van de Academie van de Wetenschap van Tsjechië in Brno waar hij zich concentreert op Tsjechische dichtkunst van vóór 1945. Hij co-schreef de vier-volume Geschiedenis van de Tsjechische literatuur 1945 - 1989, tweede volume van het Woordenboek der Tsjechische schrijvers sinds 1945, en Woordenboek der Tsjechische literaire tijdschriften, periodieke bloemlezingen en almanakken 1945 - 2000. Hij werkt ook als universitaire spreker van Tsjechische literatuur aan de Masaryk Universiteit en de Universiteit van Ostrava. Hij is redacteur van de tijdschriften Host, en Obrácená strana měsíce. Tussen 1995 – 1998 nam hij deel aan het uitgeven van het tijdschrift Landek. Hij co-organiseert literaire avonden, festivals en tentoonstellingen in Ostrava; hij acteert ook in het cabaret van Jiří Surůvka.
Zijn tweelingbroer Pavel is een literaire criticus. Petr Hruška woont samen met zijn vriendin Yvetta Ellerová (een zangeres en componiste in de groepen Norská trojka, en Complotto) en hun drie kinderen in Ostrava.

## Werken
Petr Hruška zegt: "De dichtkunst is geen decoratie van het leven." Volgens hem moeten gedichten "opwinden, benauwen, verbazen, verrassen, de lezer onzeker maken, de bestaande esthetische tevredenheden afbreken en nieuwe vormen." Beschreven als de dichter van onrust en verborgen gevaren in het dagelijkse leven, confronteert hij de lezers met een soortgelijke, maar toch verrassende wereld in zijn realiteit. Ivan Wernisch schreef over zijn boeken: "U slaagt erin gedichten te schrijven zonder dingen te onthullen, zonder lyrisch geklets." Hij is een van de meest geprezen Tsjechische dichters van de periode na 1989.
Hij publiceert gedichten in vele tijdschriften (Host, Tvar, Revolver Revue, Literární noviny, Souvislosti, Weles, etc.), schrijft schouwingen voor Tvar en het Tsjechische radiostation Vltava, en schrijft academische artikelen (voor Host, Tvar, Slovenská literatúra, Protimluv, Obrácená strana měsíce, etc.).
Zijn gedichten zijn in het Engels, Frans, Duits, Sloveens, Nederlands en Pools vertaald. In 1998 won hij de Dresdner Lyrikpreis.

### Gedichtenbundels in Tsjechië
- Obývací nepokoje, Sfinga, Ostrava 1995, il. Adam Plaček
- Měsíce, Host, Brno 1998, il. Zdeněk Janošec-Benda
- Vždycky se ty dveře zavíraly, Host, Brno 2002, il. Daniel Balabán
- Zelený svetr (Obývací nepokoje, Měsíce, Vždycky se ty dveře zavíraly, en Odstavce), Host, Brno 2004, il. Hana Puchová
- Auta vjíždějí do lodí, Host, Brno 2007, il. Jakub Špaňhel

### Gedichtenbundels in het buitenland
- Meseci in druge pesmi (Društvo Apokalipsa, Ljubljana 2004), tr. Anka Polajnar en Stanislava Chrobáková-Repar, Slovenië
- Jarek anrufen (Edition Toni Pongratz, Hauzenberg 2008), tr. Reiner Kunze, Duitsland

### Deelname aan anthologiën (selectie)
Tsjechische:
- Almanach Welesu (Weles, Brno 1997, ed. Vojtěch Kučera)
- V srdci Černého pavouka – ostravská literární a umělecká scéna 90. let (Votobia, Olomouc 2000), ed. Milan Kozelka
- Cestou – básnický almanach Welesu (Weles, Brno 2003), ed. Miroslav Chocholatý, Vojtěch Kučera, Pavel Sobek
- Co si myslí andělíček – dítě v české poezii (Brno 2004), ed. Ivan Petlan en Tomáš Lotocki
- Antologie nové české literatury 1995-2004 (Fra, Praag 2004), ed. Radim Kopáč en Karolina Jirkalová
- S tebou sám – antologie současné české milostné poezie (Dauphin, Praag 2005), ed. Ondřej Horák
- 7edm: Petr Hruška, Jan Balabán, Petr Motýl, Pavel Šmíd, Sabina Karasová, Radek Fridrich, Patrik Linhart (Theo, Pardubice 2005)
- Báseň mého srdce (Literula, Praag 2006), ed. Vladimír Křivánek
- Antologie české poezie II. díl (1986–2006), 2007

Non-Tsjechische:
- La poésie tchèque en fin de siècle (Sources, Namur, België 1999, ed. Petr Král), tr. Petr Král
- Antologie de la poésie tchèque contemporaine 1945-2000 (Gallimard, Parijs, Frankrijk 2002, ed. Petr Král), tr. Petr Král
- Literair Paspoort 2004 (Den Haag, Nederland 2004), tr. Jana Beranová
- In our own words (MW Enterprises, Cary, Verenigde Staten 2005, ed. Marlow Weaver), tr. Zuzana Gabrišová
- Из века в век (Iz vieka v viek) – češskaja poezija (Pranat, Moskou, Rusland 2005, ed. Dalibor Dobiáš), tr. Olga Lukavaja
- Tra ansia e finitudine – Szorongás és végesség között (Boedapest, Hongarije 2005) tr. István Vörös en Claudio Poeta
- Circumference – poetry in translation (New York, Verenigde Staten 2006, ed. Stefania Heim, Jennifer Kronovet), tr. Jonathan Bolton
- New European Poets (Graywolf Press, Saint Paul, Minnesota, Verenigde Staten 2008, ed. Wayne Miller en Kevin Prufer), tr. Zuzana Gabrišová

### Academische artikelen (selectie)
- Do hospody v literatuře (Tvar 1996, č. 11)
- Setrvačnost avantgardního modelu – nový surrealismus. (Host 1998, č. 9)
- Básně psané na střed (Host 1999, č. 1)
- Pořád na svém místě. Karlu Šiktancovi začaly vycházet sebrané spisy (Host 2000, č. 8)
- Povinnost jistot a potřeba pochyb (Host 2000, č. 10)
- Druhá vlna první velikosti (Host 2002, č. 10)
- První knížky veršů v mladofrontovní edici Ladění (Slovenská literatura 2002, č. 5)

### Theater en televisie
- Průběžná O(s)trava krve (P. H. en Radovan Lipus), theater 1994, TV 1997
- Genius loci - Historie časopisu Host, Host do domu (dir. Vladimír Kelbl, TV Brno, 2002)

### CDs
- Zelený Petr (Norská trojka, CD, 2002)
- Obývací nepokoje, Aluze 2/3, 2004)
- Průběžná O(s)trava krve, (2000)

## Voetnoten
1. 1 2  Nationaal Normbestand van Tsjechië; geraadpleegd op: 23 november 2019; NKC-identificatiecode: jn19990209272.
2. ↑  Archief voor Schone Kunsten; geraadpleegd op: 30 november 2024; genoemd als: Petr Hruška; abART-identificatiecode voor persoon: 27760.
3. 1 2  https://aleph.vkol.cz/F/?func=find-c&ccl_term=sys=000008126&local_base=svk04; REGO; geraadpleegd op: 1 april 2024.
4. ↑  https://cs.isabart.org/person/27760; Archief voor Schone Kunsten; geraadpleegd op: 1 april 2021; abART-identificatiecode voor persoon: 27760.
5. 1 2  Petr Hruška: Poezie není zdobení života - 27-05-2007 - Radio Praha
6. ↑  Zelený svetr
7. ↑  Balaštík, M., Typologie nové básnické generace. Host 2, 1998, pp. 15–20
8. ↑  Slívová, L.: Druhá polovina 90. let v české poezii 20. století se zaměřením na okruh básníků kolem časopisu Weles. Praag, Univerzita Karlova 2004. (Universiteit proefschrift)
9. ↑  Dresdner Literaturbüro

- Bibsys: 7049895
- Bibliothèque nationale de France: cb16744640w (data)
- Gemeinsame Normdatei: 136652980
- International Standard Name Identifier: 0000 0001 0950 4078
- Library of Congress Control Number: nr2003000947
- Nationale Bibliotheek van Tsjechië: jn19990209272
- Nationale en Universitaire bibliotheek Zagreb: 000503990
- Nederlandse Thesaurus van Auteursnamen: 183290410
- Système universitaire de documentation: 150379226
- Virtual International Authority File: 4870437
- WorldCat: E39PBJkT6XGvbBMXdMgXtQjXBP